# 新格拉季夫卡
47°55′10″N 32°1′14″E / 47.91944°N 32.02056°E
新格拉季夫卡（烏克蘭語：Новоградівка），是烏克蘭中部的村莊，隸屬基洛夫格勒州的克羅皮夫尼茨基區。該村面積1.53平方公里，海拔高度146米，2001年人口729，人口密度每平方公里475.9人。